# Franz Xaver Marmon (Bildhauer, 1879)
Franz Xaver Marmon (* 21. Februar 1879 in Sigmaringen; † 1. Dezember 1963 ebenda) war ein deutscher Bildhauer und Altarbauer.

## Leben
Marmon war der Sohn des Bildhauers Franz Xaver Marmon (1832–1878). Sein Vater war Inhaber der kirchlichen Kunstwerkstätte Marmon und starb noch vor seiner Geburt, die Firma wurde zunächst von der Witwe weitergeführt. 1895 begann er eine Lehre im Familienbetrieb, ging aber noch im gleichen Jahr an die Kunstgewerbeschule in Straßburg, wo er vor allem bei Albert Muschweck (1857–1919) lernte. 1897 ging er nach München, wo er sich 1902 an der Kunstakademie einschrieb. Er studierte bei Jakob Bradl, Syrius Eberle und Wilhelm von Rümann. 1904/05 kehrte er als „akademischer Bildhauer“ in den Familienbetrieb nach Sigmaringen zurück, den er nun mit seinem Bruder Alfons (1873–1928) leitete, nach dessen Tod übernahm er die alleinige Leitung. Von 1908 bis 1937 gehörte dazu eine Zweigwerkstatt in der Schweiz.
Marmon heiratete im August 1890 Wilhelmine Frick aus Sigmaringen. Der Sohn Franz Marmon (1908–1954) wurde Jurist.

## Werke
Eine Aufteilung einzelner Werke zwischen den Brüdern Franz Xaver und Adolf ist meist nicht möglich, sie wurden alle in der Kunstwerkstätte Marmon gefertigt und werden häufig nur unter deren Namen aufgeführt.
Für eine Auflistung der Arbeiten der Werkstatt siehe Kunstwerkstätte Marmon.